# Chlaenius tibialis
Chlaenius tibialis es una especie de escarabajo de la familia Carabidae.

## Distribución geográfica
Se distribuye por Europa.